# Ashleigh Barty
Ashleigh Barty (Ipswich, 24 aprile 1996) è un'ex tennista australiana.
Nel corso della sua carriera in singolare si è aggiudicata quindici titoli WTA, tra cui le WTA Finals 2019 e tre prove del Grande Slam: il Roland Garros 2019, il torneo di Wimbledon 2021 e l'Australian Open 2022, riportando la vittoria dei tre Slam in Australia dopo più di quaranta anni dall'ultima volta. In seguito al trionfo parigino e alla vittoria del torneo di Birmingham, il 24 giugno 2019, si è spinta fino alla prima posizione del ranking mondiale, divenendo la terza tennista australiana di sempre a riuscirci, dopo Margaret Court ed Evonne Goolagong.
Ottima doppista, si è aggiudicata dodici titoli WTA, tra cui gli US Open 2018 e vanta come best ranking la quinta posizione, raggiunta il 21 maggio 2018. In doppio misto, ha conquistato la medaglia di bronzo ai giochi olimpici di Tokyo nel 2021.
Considerata una delle tenniste più forti della sua generazione, è l'ottava tennista nella storia con più settimane al primo posto nel ranking mondiale (121) e la quarta nella storia a chiudere per tre anni consecutivi in vetta alla classifica (dopo Martina Navrátilová, Steffi Graf e Serena Williams). Si è ritirata dall'attività con un annuncio il 23 marzo 2022, all'età di appena 25 anni e da numero uno al mondo.

## Carriera

### 2010-2011
Un primo risultato importante lo ottiene a soli 14 anni al torneo ITF di Mount Gambier 2010, dove raggiunge la semifinale. Nel 2011, a quindici anni, ottiene i suoi migliori risultati a livello Juniores. Partecipa al Singolare ragazze a Wimbledon come dodicesima testa di serie e arriva fino alla finale perdendo un solo set durante il tragitto, al terzo turno, contro l'americana Madison Keys. Nel match decisivo affronta la testa di serie numero tre, Irina Chromačëva, e la sconfigge in due set per 7–5, 7–6(3).
Dopo avere perso al primo turno di qualificazione per il main draw degli US Open 2011, nel singolare ragazze parte con il piede giusto. Si presenta come testa di serie numero tre e conferma il suo valore arrivando fino alla semifinale senza concedere neanche un set alle avversarie. Nel match per accedere alla finale però incontra la testa di serie numero uno, la francese Caroline Garcia, che la elimina in due set. Durante l'anno fa parte del team australiano che ha conquistato il titolo Junior della Fed Cup. Chiude il 2011 con la seconda posizione in classifica, dietro a Irina Chromačëva.

### Professionista: l'esordio e la pausa

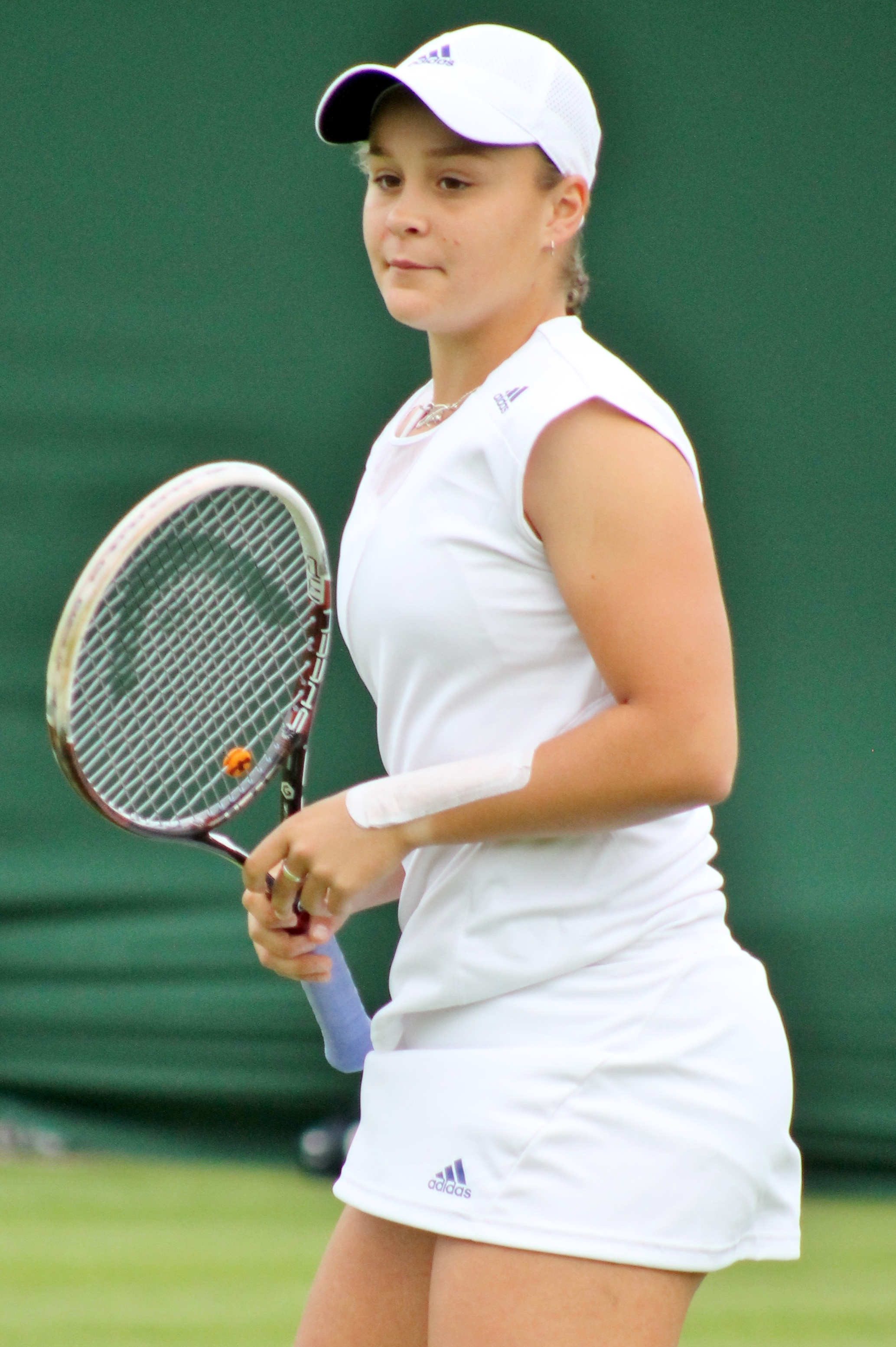
Barty nel 2013

L'anno 2012 inizia con le qualificazioni al torneo WTA di Brisbane, ma perde al primo turno contro Vania King per 1–6, 2–6; partecipa invece nel doppio insieme alla connazionale Casey Dellacqua grazie a una wild-card e al primo turno eliminano le teste di serie numero uno Grandin-Uhlířová. Vanno avanti fino alle semifinali dove vengono sconfitte da Kops-Jones e Spears.
Fa il suo esordio nei tornei del Grande Slam agli Australian Open 2012, dove ottiene una wild-card concessa alla vincitrice delle qualificazioni. In questi match affronta e sconfigge Casey Dellacqua, Arina Rodionova e Olivia Rogowska.
Il sorteggio le assegna come avversaria al primo turno la georgiana Anna Tatišvili, che la elimina in due set con il risultato finale di 2–6, 6(4)–7. A metà febbraio vince il suo primo titolo ITF a Sydney, dove batte in finale la connazionale Olivia Rogowska per 6–1, 6–3 e al settimana dopo replica al torneo di Mildura, dove sconfigge per 6–1, 7–6(8) Viktorija Rajicic. Il periodo positivo continua al torneo di Ipswich dove raggiunge la finale, perdendo contro la polacca Sandra Zaniewska.
Anche al secondo Slam del 2012, il Roland Garros, ottiene una wild-card per il tabellone principale, ma al primo turno le viene assegnata Petra Kvitová, testa di serie numero quattro, che la elimina con un netto 6–1, 6–2. Il 2012 è il suo anno nel circuito ITF, infatti a giugno conquista il suo terzo titolo al torneo di Nottingham, dove vince contro la tedesca Tatjana Maria. La vittoria arriva anche nel doppio in coppia con Sally Peers.
A Wimbledon, per il terzo Slam consecutivo, le viene assegnata una wild-card ma viene nuovamente sconfitta al primo turno per 6–2, 6–4 da Roberta Vinci. L'anno continua con la finale nel singolare al torneo di Esperance dove perde contro Olivia Rogowska per 0–6, 3–6; nel doppio invece vince il secondo titolo sempre in coppia con Sally Peers. Il quarto titolo ITF nel singolare arriva al torneo di Traralgon, dove sconfigge in finale Arina Rodionova per 6–2, 6–3; nel doppio perde invece in finale. L'anno si chiude con le vittorie nel doppio al torneo di Bendigo e al torneo di Toyota, in Giappone, il primo in coppia con Sally Peers, mentre il secondo con Casey Dellacqua.
Il 2013 inizia con la semifinale nel doppio al torneo di Hobart; raggiunge poi la prima finale Slam in carriera durante gli Australian Open 2013 quando, insieme a Casey Dellacqua, si presenta al match per il titolo senza avere concesso un set alle avversarie. Nell'incontro decisivo vengono tuttavia sconfitte dalla coppia italiana Errani-Vinci in tre set combattuti. In seguito vince nel doppio il torneo ITF di Innsbrook, in coppia con la francese Alizé Lim e raggiunge la semifinale nel doppio al torneo di Charleston. Il sesto titolo ITF nel doppio arriva nel mese di aprile al torneo di Pelham, in coppia con Arina Rodionova. Al Roland Garros non va oltre il primo turno nel singolare e il secondo turno nel doppio. La prima vittoria nel circuito WTA arriva nel doppio al torneo di Birmingham, in coppia con Casey Dellacqua.
A Wimbledon si fa strada fino alla finale, sempre accompagnata dalla connazionale Casey Dellacqua, ma si ferma ancora al match decisivo cedendo in due set a Hsieh Su-wei e Peng Shuai. Altro Slam e altra finale persa, la terza stagionale, per la coppia Barty-Dellacqua. Agli US Open la coppia si fa largo fino alla finale dove viene sconfitta in tre set dalla coppia ceca formata da Lucie Hradecká e Andrea Hlaváčková.
Dopo la vittoria nel doppio al torneo WTA di Strasburgo e la finale persa al torneo di Birmingham, nel settembre del 2014 decide di ritirarsi dal mondo del tennis per provare la carriera di giocatrice di cricket.

### 2016-2017: Il rientro, primo titolo WTA e Top 20; finale al Roland Garros in doppio

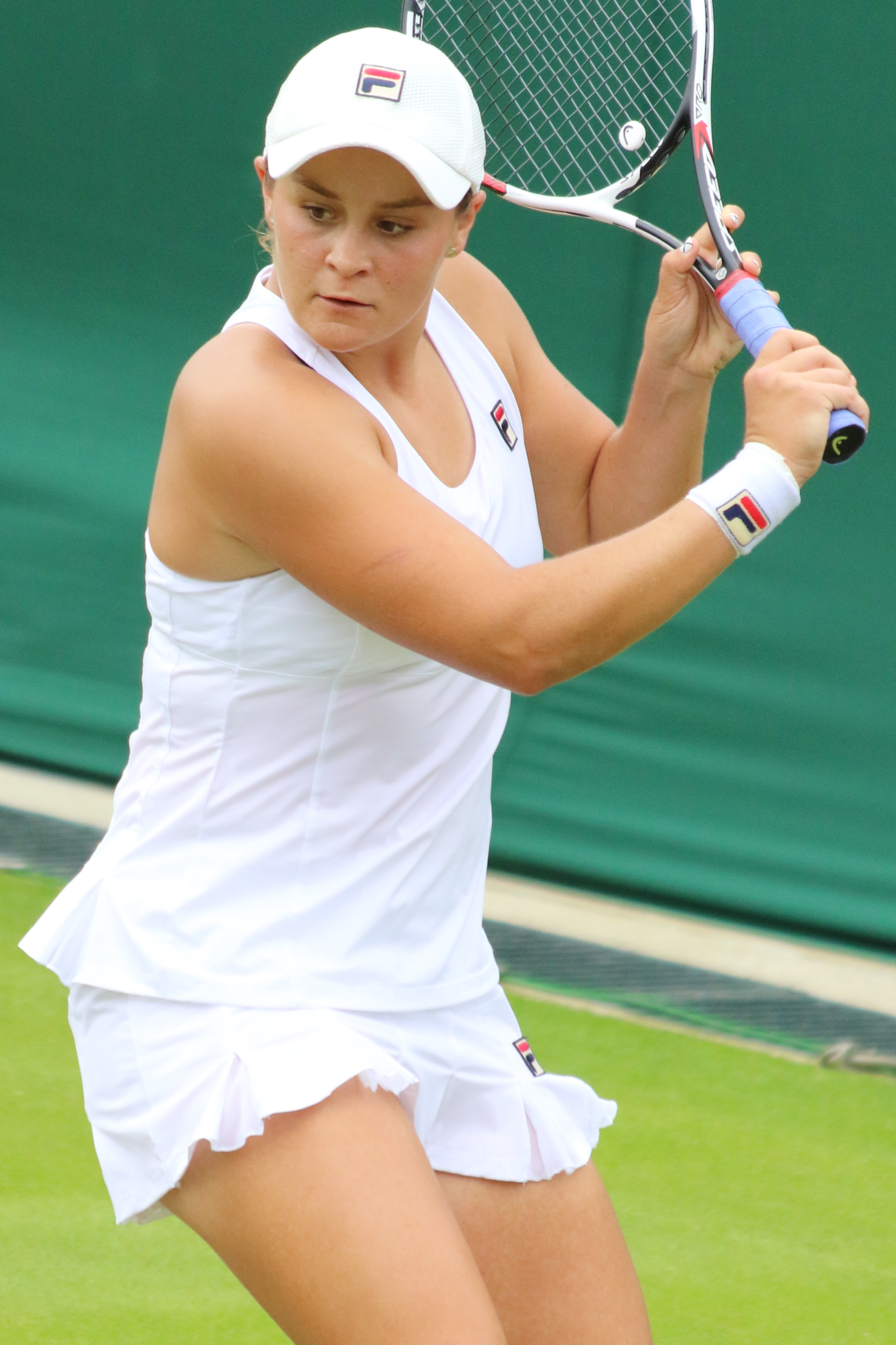
Barty nel 2017

Nel 2016 ritorna a giocare a tennis e vince subito nel doppio al torneo di Perth in coppia con Jessica Moore e raggiunge la finale al torneo di Port Pirie in coppia con Casey Dellacqua. Nel mese di marzo vince i due tornei ITF di Canberra nel doppio entrambi in coppia con Arina Rodionova. In estate rientra nel circuito WTA e dopo avere raggiunto la semifinale al torneo ITF di Eastbourne arriva ai quarti al torneo International di Nottingham; a Wimbledon invece si ferma al primo turno nel doppio. L'anno si chiude con i quarti al Taipei 125K Series.
Nel 2017 l'australiana rientra tra le prime trecento del mondo e a inizio anno le viene offerta una wild card per disputare il torneo di Brisbane. Barty batte al primo turno la serba Aleksandra Krunić, ma al secondo turno viene poi estromessa da Angelique Kerber, alla quale riesce comunque a strappare un set. Non riesce a passare le qualificazioni a Hobart, mentre riceve una wild card per partecipare allo slam di casa, gli Australian Open. Per la prima volta in carriera Ashleigh arriva al terzo turno di un major, eliminando Annika Beck (6–4 7–5) e Shelby Rogers (7–5 6–1) e fermandosi ai sedicesimi per mano di Mona Barthel. Partecipa allo spareggio del gruppo mondiale 2 della Fed Cup. Barty gioca il singolare contro Elina Svitolina ma perde in tre set. Alla fine le oceaniche perderanno 3-1 contro le ucraine, con Barty che, assieme a Dellacqua, porterà a casa l'unico punto per l'Australia. In seguito gioca le qualificazioni per il WTA di Kuala Lumpur. Ashleigh batte brillantemente Varatchaya Wongteanchai (6–3 6–4) e Urszula Radwańska (6–0 6–1), ottenendo il pass per il main draw. Nel tabellone principale l'australiana estromette Irina Falconi (6–3 5–7 6–0), annichilisce Miyu Katō (6–0 6–3) e Kai-Lin Zhang (6–0 7–6(2)) mentre in semifinale sconfigge la cinese Han Xinyun per 6–3 7–5, giungendo in questo modo alla prima finale WTA della carriera. Il 5 marzo 2017 si aggiudica il torneo sconfiggendo in due set la giapponese Nao Hibino. Dello stesso torneo, si aggiudica anche il doppio, giocato in coppia con la Dellacqua.
Al torneo di Miami non va oltre il secondo turno. Raggiunge i quarti, in singolare, a Strasburgo. Conquista invece il titolo in doppio. Raggiunge poi l'ultima finale Slam che le mancava al Roland Garros, sempre in coppia con Dellacqua, perdendo contro Bethanie Mattek-Sands e Lucie Šafářová con il punteggio di 2–6, 1–6. In singolare esce invece all'esordio. Torna in campo a Nottingham, dove viene sconfitta nei quarti da Johanna Konta. La settimana successiva a Birmingham raggiunge la finale in entrambe le specialità. In singolare viene sconfitta da Petra Kvitová 6–4, 3–6, 2–6. In doppio conquista invece il titolo superando Chan Hao-ching e Zhang Shuai con il punteggio di 6–1, 2–6, [10–8]. A Eastbourne partecipa solo al torneo di doppio e viene sconfitta in finale da Chan Yung-jan e Martina Hingis per 6–3, 7–5.
Disputa Wimbledon, dove viene sconfitta all'esordio da Elina Svitolina, numero quattro del mondo, per 5–7 6–7. Tuttavia nel doppio raggiunge i quarti di finale. Nel torneo di Toronto raggiunge il terzo turno eliminando Océane Dodin, la quale si ritira sul 5–0, ed Elena Vesnina con il punteggio di 6–3 5–7 6–4, prima di venire eliminata da Garbiñe Muguruza per 0–6 6–3 2–6. Partecipa al torneo di Cincinnati, dove si spinge fino ai quarti superando Varvara Lepchenko con un doppio 6–4 e Venus Williams, testa di serie numero nove, per 6–3 2–6 6–2; viene poi estromessa da Caroline Wozniacki, numero sei del seeding, in due set. Partecipa in doppio al torneo del Connecticut dove viene sconfitta in finale. Nell'ultimo Grande Slam della stagione, l'US Open, elimina in rimonta Ana Konjuh e, successivamente, Aljaksandra Sasnovič in due set; viene poi eliminata dalla futura campionessa Sloane Stephens. Raggiunge la finale a Wuhan estromettendo Catherine Bellis per 7–5 6–0; Johanna Konta, testa di serie numero cinque, per 6–0 4–6 7–6(3); Agnieszka Radwańska, testa di serie numero nove, per 4–6 6–0 6–4; Karolína Plíšková, numero tre del seeding, per 4–6 7–6(3) 7–6(2) e Jeļena Ostapenko, testa di serie numero otto, per 6–3 6–0. Tuttavia in finale viene sconfitta in rimonta da Caroline Garcia, che si impone per 6(3)–7 7–6(4) 6–2. A Pechino viene eliminata nel primo turno dalla Svitolina in due set.
Grazie ai punti ottenuti entra nella Top 20 e disputa il torneo secondario al Masters di fine anno, ovvero l'Elite Trophy. Qui, dopo essersi imposta su Anastasija Pavljučenkova e Angelique Kerber in due facili set, cede a Coco Vandeweghe. Nel doppio raggiunge le WTA Finals ma perde subito al primo turno.

### 2018: due titoli WTA in singolare, primo US Open e Top 5 in doppio

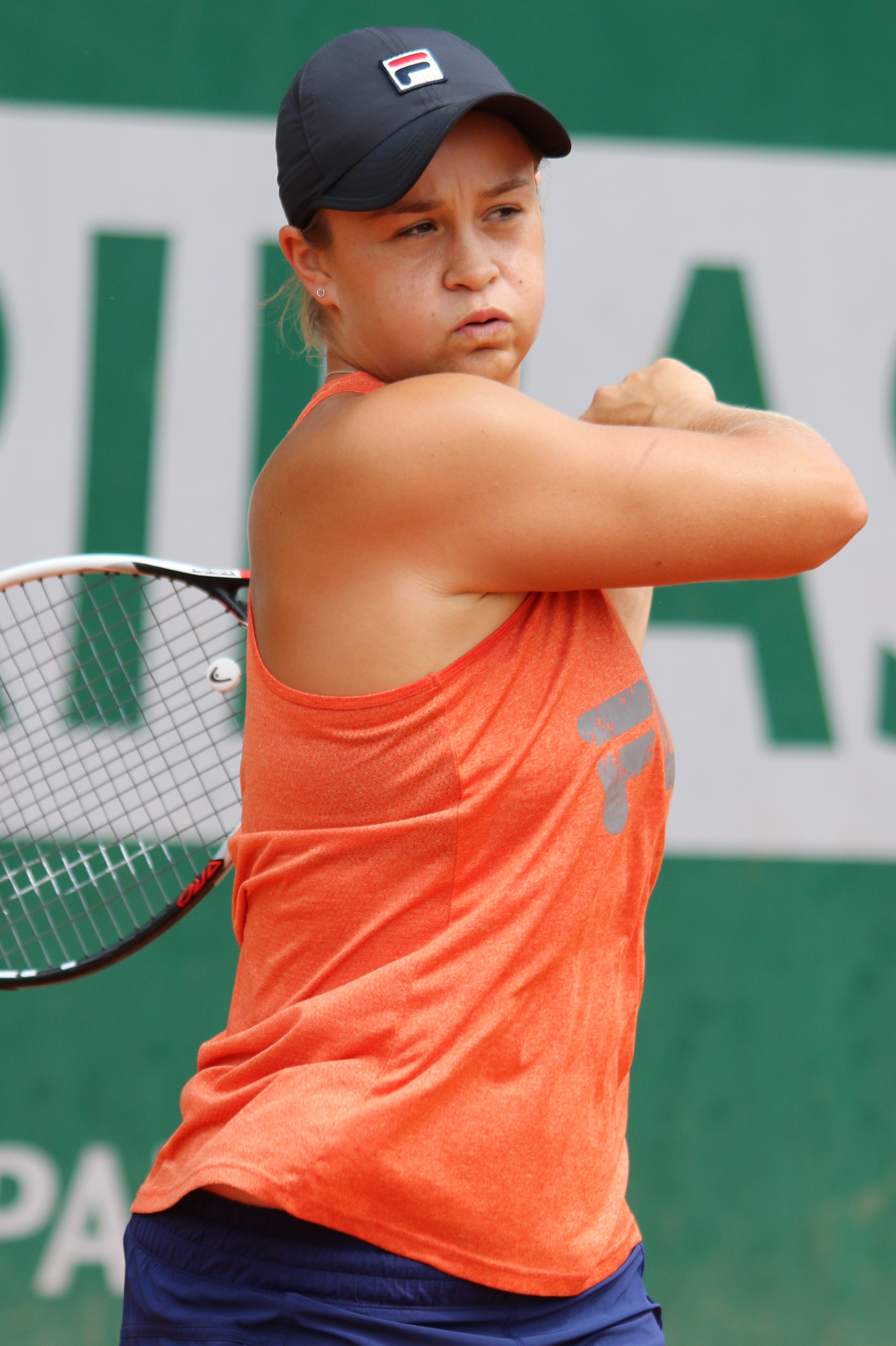
Ashleigh Barty all'Open di Francia nel 2018

Inizia l'anno disputando il torneo di Brisbane, dove viene sconfitta nel primo turno da Lesja Curenko. In doppio invece raggiunge la semifinale, dove viene sconfitta dalla coppia olandese Demi Schuurs/Kiki Bertens. In seguito partecipa al torneo di Sydney dove raggiunge la prima finale dell'anno. Qui si impone su: Verónica Cepede Royg, Ellen Perez e Barbora Strýcová in due parziali, mentre elimina Dar'ja Gavrilova per 3–6 6–4 6–2. Il 13 gennaio viene sconfitta in finale da Angelique Kerber con un doppio 4–6. Agli Australian Open estromette in rimonta Aryna Sabalenka e Camila Giorgi, venendo sconfitta nel terzo turno da Naomi Ōsaka per 4–6 2–6.
Nel torneo americano di Indians Wells viene eliminata all'esordio da Maria Sakkarī, mentre a Miami raggiunge gli ottavi sconfitta da Elina Svitolina per 5–7 4–6. Nonostante ciò raggiunge la finale nel doppio, vincendo il titolo.
A Charleston supera in due set Sofia Kenin e Tatjana Maria per 4–6 6–3 6–2, ma viene sconfitta da Jeļena Ostapenko per 3–6 4–6. Nel torneo di Madrid si impone facilmente su Sara Errani, ma cede in tre set contro la numero due del mondo Caroline Wozniacki. Nonostante agli Internazionali d'Italia venga sconfitta al primo turno nuovamente in tre set, stavolta da Marija Šarapova, nel doppio si aggiudica il titolo. A Strasburgo si sbarazza di Luksika Kumkhum, Pauline Parmentier e Wang Qiang, ma è costretta al ritiro sul punteggio di 4–6 0–1 in semifinale contro Anastasija Pavljučenkova. Nello Slam parigino viene rimontata da Serena Williams per 6–3 3–6 4–6 nel secondo turno.

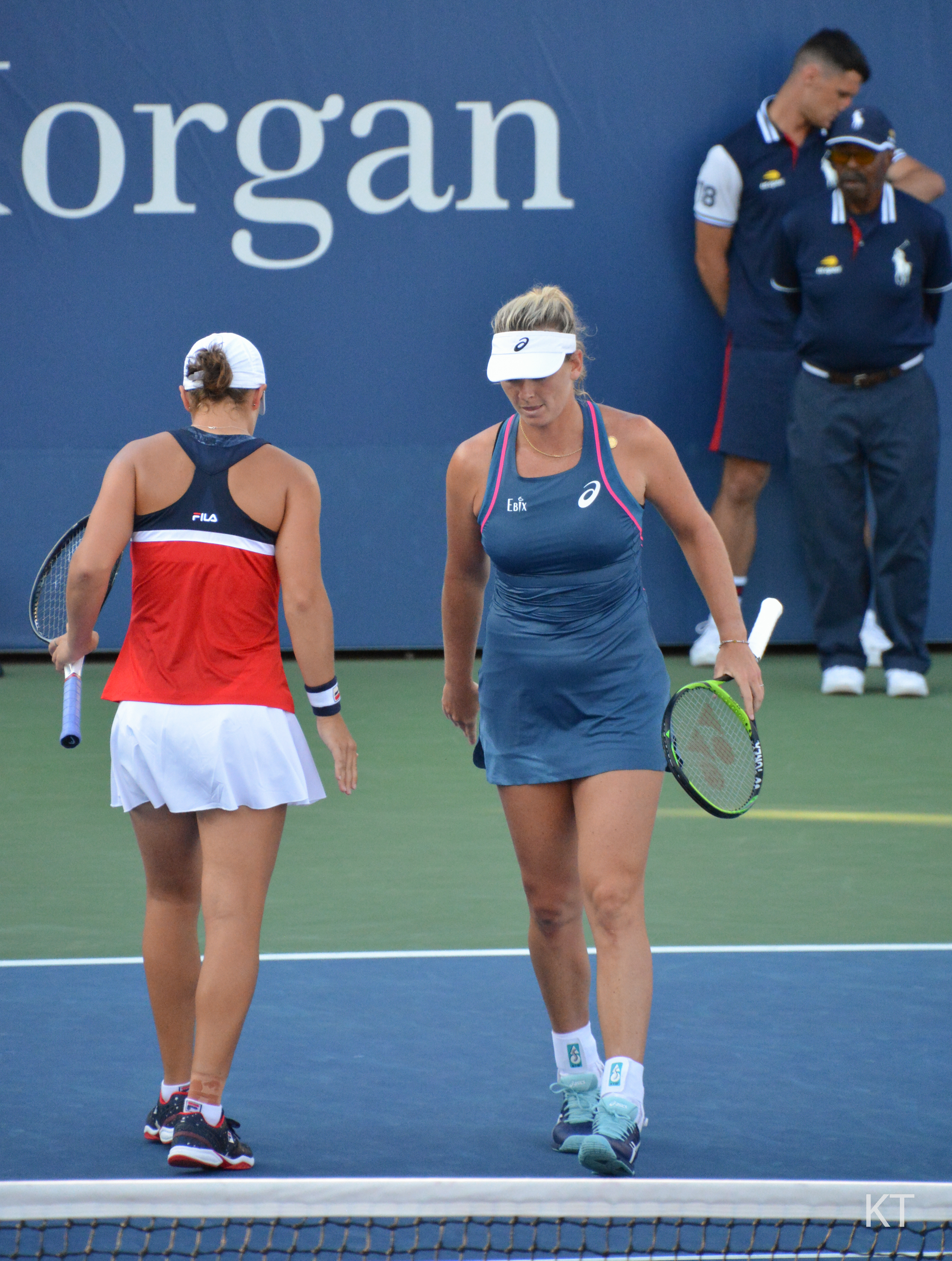
Barty e Coco Vandeweghe agli US Open 2018, edizione di cui saranno le vincitrici.

Si aggiudica il secondo titolo in singolare a Nottingham, dove elimina Stefanie Vögele, Duan Yingying, Katie Boulter, Naomi Ōsaka e Johanna Konta per 6–3 3–6 6–4. Viene eliminata nel secondo turno da Julia Görges a Birmingham. Si spinge ai quarti di finale a Eastbourne, dove viene fermata dalla futura campionessa Caroline Wozniacki per 4–6 3–6. Nello Slam di Wimbledon estromette Stefanie Vögele e Eugenie Bouchard, prima di perdere contro Dar'ja Kasatkina.
Raggiunge la semifinale a Montréal dove, dopo avere estromesso in due set Irina-Camelia Begu, Alison Van Uytvanck, Alizé Cornet e Kiki Bertens, viene fermata da Simona Halep, numero uno del mondo, per 4–6 1–6. Tuttavia in doppio riesce ad aggiudicarsi il titolo. Nel torneo di Cincinnati viene estromessa nuovamente dalla Halep al terzo turno. Negli US Open raggiunge gli ottavi di finale sbarazzandosi di Ons Jabeur, Lucie Šafářová e Karolína Muchová, prima di venire sconfitta da Karolína Plíšková con un doppio 4–6. Invece in doppio si aggiudica il primo Grande Slam in carriera in coppia con Coco Vandeweghe, eliminando le favorite Kristina Mladenovic/Tímea Babos con il punteggio di 3–6 7–6(2) 7–6(6).
A Tokyo esce a sorpresa nel secondo turno per mano di Viktoryja Azaranka. Nel torneo di Wuhan estromette, tra le altre, la numero tre del mondo Angelique Kerber, ma non riesce a ripetere la finale dell'anno precedente, in quanto sconfitta in semifinale dalla futura campionessa Aryna Sabalenka per 6(2)–7 4–6. In doppio disputa il Masters di fine anno, dove viene sconfitta dalle future vincitrici Mladenovic/Babos in semifinale. Si aggiudica il terzo titolo in singolare a Zhuhai nel torneo secondario al Masters, estromettendo Caroline Garcia, Julia Görges e Wang Qiang.

### 2019: vittorie al Roland Garros e alle WTA Finals, numero uno del mondo

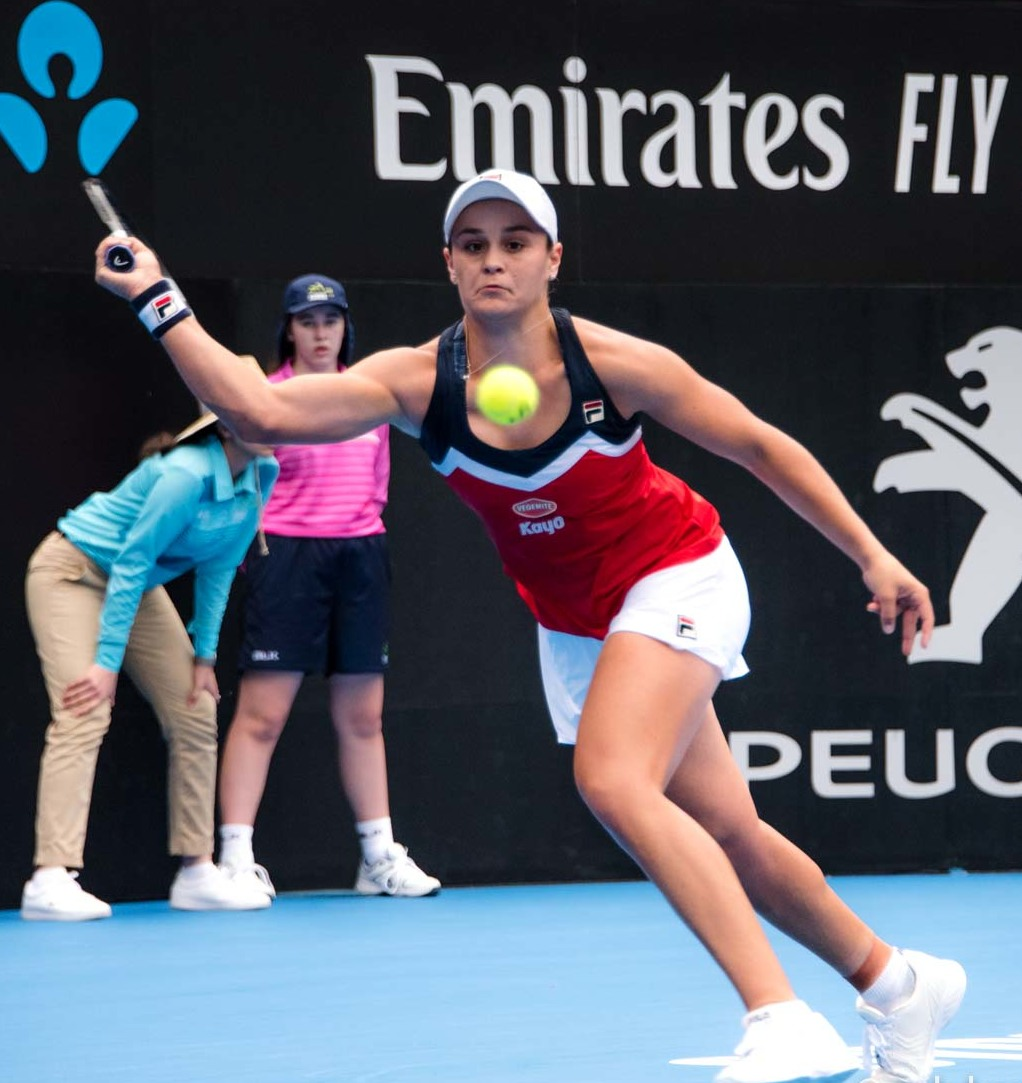
Ashleigh Barty a Sydney nel 2019

Prende parte al torneo di Sydney, dove estromette Jeļena Ostapenko per 6–3 6–3 e Simona Halep, numero uno del mondo, per 6–4 6–4. Eliminando anche la pericolosa belga Mertens con un doppio 6–3 e la top-10 olandese Kiki Bertens in tre set combattutissimi raggiunge l'atto finale del torneo. Qui si deve arrendere dopo un'altra battaglia a Petra Kvitová, che vince così il trofeo con lo score finale di 1–6 7–5 7–6(3). Agli Australian Open raggiunge i quarti di finale perdendo nuovamente da Petra Kvitová per 1–6, 4–6.
Dopo avere portato alla vittoria l'Australia nell'incontro di Fed Cup contro gli Stati Uniti, al torneo di Indian Wells si ferma al quarto turno per mano di Elina Svitolina, che si impone con il punteggio di 7–6(8) 5–7 6–4. A Miami, invece, raggiunge la finale eliminando Dajana Jastrems'ka per 6–4 6–1; Samantha Stosur per 6–0 6–3; Kiki Bertens, numero otto del ranking, per 4–6 6–3 6–2; Petra Kvitová, numero due della classifica, per 7–6(6) 3–6 6–2 e Anett Kontaveit per 6–3 6–3. In finale si impone contro la numero sette della classifica, Karolína Plíšková, con il punteggio di 7–6(1) 6–3. Grazie a questo risultato sale alla nona posizione mondiale, entrando per la prima volta in Top 10.
Nel Master di Madrid si sbarazza di Dar'ja Gavrilova, Danielle Collins e di Julija Putinceva, prima di cedere nei quarti di finale a Simona Halep. In seguito, a Roma, dopo avere sconfitto Viktória Kužmová, viene sconfitta a sorpresa da Kristina Mladenovic in due facili set. Nonostante ciò si aggiudica il titolo in coppia con Viktoryja Azaranka.
Si presenta a Parigi raggiungendo, per la prima volta in carriera, una finale Slam. Nel corso del torneo si impone in ordine su Jessica Pegula, Danielle Collins, Andrea Petković, Sofia Kenin, che precedentemente si era imposta su Serena Williams, per 6–3 3–6 6–0. Nei quarti di finale supera Madison Keys per 6–3 7–5 e Amanda Anisimova, la quale aveva eliminato precedentemente la campionessa in carica (Simona Halep) per 6(4)–7 6–3 6–3. La finale la vede opposta a Markéta Vondroušová, anche lei alla prima finale Slam in carriera. L'8 giugno, liquidando per 6–1 6–3 la ceca, Barty si aggiudica il Roland Garros, salendo fino alla seconda posizione del ranking, a distanza di soli 136 punti dal vertice, e portando l'Australia al trionfo dopo 46 anni.
Inizia la stagione sull'erba a Birmingham, dove raggiunge la finale a due anni di distanza dall'ultima volta. Nella corsa al titolo estromette facilmente Donna Vekić, Jennifer Brady, Venus Williams e Barbora Strýcová. In finale affronterà la ex Top 10 e sua compagna di doppio del torneo Julia Görges, sulla quale ha la meglio per 6–3 7–5. Insieme al titolo si aggiudica anche la prima posizione del ranking, spodestando la nipponica Naomi Ōsaka. Inoltre diventa la prima tennista della stagione ad aggiudicarsi un titolo su tutte le superfici, ovvero sull'erba, sulla terra (Roland Garros) e sul cemento (Miami). Si presenta a Wimbledon da favorita, ma non va oltre il quarto turno rimontata da Alison Riske (6–3 2–6 3–6).

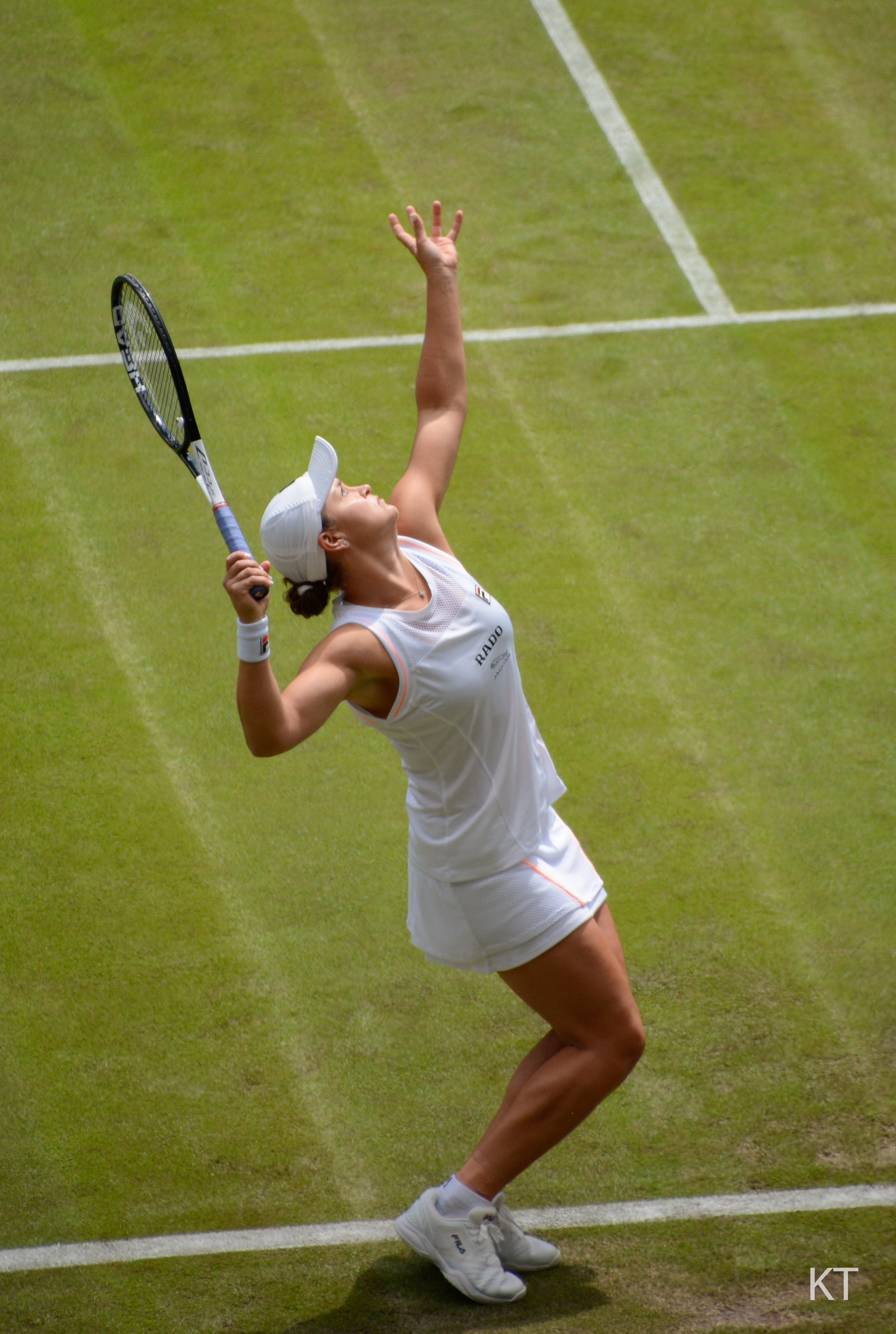
Ashleigh Barty a Wimbledon 2019

Ritorna sul cemento a Toronto, ma viene sorpresa da Sofia Kenin all'esordio con il punteggio di 7–6(5) 3–6 4–6. In coppia con Azaranka raggiunge invece la semifinale, fermate dalle ceche Barbora Krejčíková e Kateřina Siniaková. Si riprende a Cincinnati dove raggiunge la semifinale in seguito alle vittorie su Marija Šarapova per 6–4 6–1, Anett Kontaveit per 4–6 7–5 7–5 e Maria Sakkarī per 5–7 6–2 6–0. Viene eliminata a sorpresa in due comodi set dalla wildcard Svetlana Kuznecova. Agli US Open disputa un altro quarto turno, perdendo stavolta contro Wang Qiang, mentre in doppio disputa la finale, dove verrà sconfitta dalla coppia Mertens/Azaranka con un doppio 7–5.
Inizia lo swing asiatico prendendo parte al torneo di Wuhan. Qui, dopo le vittorie complicate su Caroline Garcia, Sofia Kenin e Petra Martić, viene fermata dalla campionessa in carica e futura Aryna Sabalenka. Raggiunge la finale a Pechino imponendosi facilmente su Julija Putinceva, per poi sconfiggere Zheng Saisai, Petra Kvitová, n.7 del ranking e Kiki Bertens, n.8 del mondo. Tuttavia in finale cede a Naomi Ōsaka, che si aggiudica il titolo in rimonta con il punteggio 3–6 6–3 6–2. Successivamente prende parte alle Finals in qualità di numero uno e viene inserita insieme a Belinda Bencic, Ōsaka (contro la quale non giocherà, in quanto la nipponica si ritirerà prima del loro match) e Kvitová. Apre in rimonta la prima giornata imponendosi su Bencic per 5–7 6–1 6–2, per poi venire sconfitta da Bertens (subentrata al posto di Osaka) con il punteggio 6–3 3–6 4–6. Nella terza giornata si scontra con la ceca, contro cui le basteranno solamente due parziali per imporsi e raggiungere la semifinale. Lì affronta Karolína Plíšková sbarazzandosene per 4–6 6–2 6–3, spingendosi per la prima volta in finale al Masters. Il 3 novembre annichilisce Elina Svitolina, campionessa in carica, aggiudicandosi il terzo titolo nel 2019.
L'australiana si conferma n.1 del ranking con un distacco di oltre 1900 punti dalla seconda in classifica (Plíšková).

### 2020: semifinale agli Australian Open
Apre il secondo anno da capolista nel peggiore dei modi: sconfitta al secondo turno, dopo avere ottenuto un bye al primo turno, dalla qualificata Jennifer Brady con il punteggio di 6–4 6(4)–7. Tuttavia si rifà nel nuovo torneo australiano di categoria Premier, l'Adelaide International, aggiudicandosi l'ottavo titolo in carriera. Infatti Barty si impone in rimonta su Anastasija Pavljučenkova per 4–6 6–3 7–5, dopo essersi trovata sotto per 2–5 nel terzo set, e successivamente si sbarazza di Markéta Vondroušová, ottava testa di serie, con un doppio 6–3; realizzando nuovamente una rimonta, stavolta ai danni di Danielle Collins (3–6 6–1 7–6(5)), raggiunge Dajana Jastrems'ka in finale. Il 18 gennaio supera l'ucraina con lo score di 6–2 7–5, trionfando per la prima volta in Australia al terzo tentativo. Da grande favorita si presenta agli Australian Open, dove miete vittorie una dopo l'altra estromettendo Lesja Curenko per 5–7 6–1 6–1, Polona Hercog per 6–1 6–4; Elena Rybakina per 6–3 6–2; Alison Riske per 6–3 1–6 6–4 e Petra Kvitová, numero otto del mondo e unica Top Ten incontrata, per 7–6(6) 6–2. Approda così per la prima volta in semifinale e riporta l'Australia tra le migliori quattro in un Slam a distanza di 36 anni (Wendy Turnbull nel 1984), ma senza successo, poiché si fa sorprendere da Sofia Kenin, futura campionessa, la quale avrà la meglio con il punteggio di 7–6(6) 7–5 annullando anche molteplici set point in entrambi i parziali.
In seguito, in qualità di numero uno, riceve un bye al primo turno a Doha e supera facilmente Laura Siegemund, per poi usufruire del ritiro di Elena Rybakina prima di scendere in campo. Nei quarti di finale incontra la finalista degli Australian Open 2020, Garbiñe Muguruza, battendola con il punteggio di 6–1 6(4)–7 6–2; tuttavia verrà sconfitta da Petra Kvitová, la quale si vendica in tre set.
Poco prima dell'inizio del torneo di Indian Wells il mondo del tennis viene travolto dalla Pandemia di COVID-19, causando la posticipazione o l'annullamento di molti tornei, tra cui Wimbledon (sospeso solo per le due Guerre Mondiali) e le Olimpiadi di Tokyo, spostate provvisoriamente al 2021; mentre l'Open di Francia verrà disputato a settembre, immediatamente dopo gli US Open. Tale decisione causerà molti disaccordi, in quanto la conseguenza è la sovrapposizione di più tornei. Per quanto riguarda il ranking esso viene congelato alla data del 9 marzo 2020, consentendo ai tennisti di mantenere i punti ottenuti nei tornei disputati l'anno precedente; anche i vari primati vengono congelati.
La stagione tennistica riprende ad agosto, con lo swing statunitense sul cemento. Barty, tuttavia, decide di non prendervi parte, rinunciando sia al Western & Southern Open che allo US Open. In seguito, a causa della criticità ancora presente dovuta alla pandemia COVID-19, decide di non affrontare nemmeno la trasferta europea, saltando sia Roma che il Roland Garros.
Nonostante Barty non sia scesa in campo da febbraio mantiene il primato del ranking a fine anno, chiudendo da numero 1 del mondo per il secondo anno consecutivo.

### 2021: quattro titoli WTA, vittoria a Wimbledon e 100 settimane da nº 1
Dopo undici mesi di stop Barty torna in campo a Melbourne nella prima edizione del Yarra Valley Classic. In qualità di numero uno riceve un bye al primo turno e si sbarazza con un doppio 6–3 di Ana Bogdan; in seguito si impone su Marie Bouzková con il punteggio di 6–0 4–6 6–3 e su Shelby Rogers per 7–5 2–6 10–4. La semifinale la vede opposta a Serena Williams, ma il tanto atteso scontro non si verificherà, poiché la statunitense si ritira dal torneo per un problema alla spalla, mandando Ashleigh direttamente in finale con un giorno di anticipo. Nell'ultimo atto affronta Garbiñe Muguruza, la quale ha precedentemente sconfitto la numero quattro del mondo, Sofia Kenin. L'australiana vince il nono titolo in carriera con lo score di 7–6(3) 6–4. In doppio invece, in coppia con Jennifer Brady, si impone sulle coppie formate da Giuliana Olmos e Sharon Fichman e da Christina McHale e Ons Jabeur; vengono sconfitte nei quarti di finale dalle seconde teste di serie Demi Schuurs/Nicole Melichar. Nel primo slam dell'anno, l'Australian Open, Barty raggiunge i quarti di finale per il terzo anno consecutivo grazie alle vittorie su Kovinić (6–0 6–0), Gavrilova (6–1 7–6(7)), Aleksandrova (6–2 6–4) e Rogers (6–3 6–4); tra le ultime otto Ashleigh viene sorpresa dalla ceca Karolína Muchová, che la batte in rimonta per 6–1 3–6 2–6. Prende parte al torneo di Adelaide, ma viene estromessa all'esordio da Danielle Collins.
Archiviata l'avventura australiana vola a Miami, a causa dell'annullamento di Indian Wells anche per questa stagione. Favorita alla vittoria, si spinge fino alla finale superando in un esordio inaspettatamente complicato Kristína Kučová per 7–5 al terzo, dopo avere anche annullato un match point con una risposta vincente. Successivamente estromette con facilità Jeļena Ostapenko, mentre impiega tre parziali per eliminare le bielorusse Viktoryja Azaranka e Aryna Sabalenka (nº8 del mondo). Con la sconfitta nei quarti di finale di Naomi Ōsaka Barty conserva la prima posizione WTA. In semifinale ha la meglio con un periodico 6–3 sulla top 5 Elina Svitolina. Nell'ultimo atto supera Bianca Andreescu con il punteggio di 6–3 4–0, complice il ritiro della canadese, causato da un infortunio al piede destro in seguito a una brutta caduta.
Inaugura la stagione sulla terra con i quarti di finale a Charleston, dove viene fermata dalla numero 71 del mondo, Paula Badosa Gibert, con lo score di 4–6 3–6, dopo essersi imposta su Misaki Doi e su Shelby Rogers (su quest'ultima in tre set). Tuttavia si riprende a Stoccarda vincendo l'undicesimo titolo in carriera, nonché il terzo della stagione, ai danni di Aryna Sabalenka, rimontandola con il punteggio di 3–6 6–0 6–3. Precedentemente, si era imposta su Laura Siegemund in due parziali e in tre sulle top 10 Karolína Plíšková ed Elina Svitolina. Prende parte al torneo anche in doppio e si aggiudica il torneo insieme a Jennifer Brady: è la prima tennista a vincere questo torneo in entrambe le specialità dai tempi di Lindsay Davenport, che ci riuscì nel 2001. L'australiana e la statunitense, la spuntano al super tie-break contro Bethanie Mattek-Sands e Desirae Krawczyk (6–4 5–7 [10–5]).
Prosegue con gli ottimi risultati anche a Madrid, spingendosi fino alla quarta finale stagionale, nonché la seconda consecutiva in un WTA 1000. Si sbarazza di Shelby Rogers, lasciandole tre giochi, mentre fatica nuovamente contro Tamara Zidanšek; in seguito estromette in due parziali Iga Świątek, per poi rimettere in parità il bilancio vittorie-sconfitte contro Petra Kvitová riuscendo a sconfiggerla per 6–1 3–6 6–3. In semifinale, con il punteggio 6–4 6–3, si vendica di Paula Badosa Gibert, wildcard e prima spagnola a spingersi così lontano in questo torneo. Ciò le consente di oltrepassare per la prima volta in carriera la soglia dei 10.000 punti nel ranking mondiale, fermandosi a 10.090. In finale viene sconfitta da una Sabalenka vendicativa con lo score di 6–0 3–6 6–4. Successivamente si ritira contro Cori Gauff nei quarti di finale a Roma, sul punteggio di 6–4 2–1 in proprio favore, per un problema alla coscia sinistra, già visibilmente fasciata nei turni precedenti. Dopo il forfait del 2020, Ashleigh si presenta a Parigi da testa di serie nº1: all'esordio, vince in tre set su Bernarda Pera (6-4 3-6 6-2) mentre al secondo turno decide di ritirarsi nel corso del secondo set del suo match contro Linette (sul punteggio di 1–6 2–2).
L'australiana si presenta a Wimbledon, dove gioca il suo unico torneo su erba della stagione: al primo turno, batte Carla Suárez Navarro (alla sua ultima partecipazione in carriera nei Championships) per 6–1 6(1)–7 6–1; al secondo turno, elimina Anna Blinkova per 6–4 6–3 mentre al terzo turno si impone su Kateřina Siniaková in due set. Agli ottavi, estromette la campionessa dell'ultimo Roland Garros, Barbora Krejčíková, con lo score di 7–5 6–3, approdando ai suoi primi quarti di finale nello slam londinese, dove incontra la connazionale Ajla Tomljanović, che supera nettamente con il punteggio di 6–1 6–3. In semifinale affronta Angelique Kerber, vincitrice del trofeo nel 2018: Ashleigh prevale per 6–3 7–6(3), recuperando un break di svantaggio nel secondo set. Barty si qualifica per la sua prima finale ai Championships e la seconda slam dopo quella vinta a Parigi nel 2019. Diventa la prima australiana a raggiungere l'ultimo atto a Wimbledon dal 1980, quando Evonne Goolagong vinse il titolo; Ash è inoltre la prima nº1 al mondo a disputare una finale slam da quando Simona Halep ci arrivò nel Roland Garros del 2018. Incontra in finale la ceca Karolína Plíšková sulla quale prevale con il punteggio di 6–3 6(4)–7 6–3, conquistando il suo primo titolo a Wimbledon in singolare dopo la sconfitta in doppio del 2013.
In seguito, Ash partecipa al torneo olimpico, dove prende parte al singolare, al doppio e al doppio misto. Nel primo evento, la nº1 del mondo viene sconfitta all'esordio da Sara Sorribes Tormo per 4–6 3–6. In coppia con Storm Sanders, invece, arrivano fino ai quarti di finale, dove cedono il passo alle nº1 del seeding Krejčíková/Siniaková al match-tiebreak. Nel misto, assieme a John Peers, arriva in semifinale, dove perde dalla coppia Pavljučenkova/Rublëv per [11–13] al match-tie-break; nella finale per il bronzo, gli australiani approfittano del walkover della coppia Đoković/Stojanović, aggiudicandosi così la medaglia di bronzo. Barty regala all'Australia la prima medaglia nella sua storia nel doppio misto olimpico.
L'australiana riprende a giocare nel circuito a Cincinnati: riesce a replicare la semifinale colta qui nel 2019, sconfiggendo, dopo il bye all'esordio, Watson (6–4 7–6(3)), la campionessa in carica Azaranka (con un netto 6–0 6–2) e la nº9 del seeding Barbora Krejčíková, per 6–2 6–4. Nel penultimo atto, riaffronta Angelique Kerber, già battuta poche settimane prima nella semifinale di Wimbledon. Come successo ai Championships, anche in Ohio Barty ha la meglio (6–2 7–5), centrando così la sua sesta finale annuale. Nella circostanza, liquida Jil Teichmann per 6–3 6–1, conquistando il suo quinto titolo stagionale, il secondo di categoria "1000".
In seguito, Barty si presenta agli US Open, dove non è mai andata oltre il quarto turno in carriera; al primo turno, sconfigge Vera Zvonarëva (finalista nel 2010) per 6–1 7–6(7). Al secondo, batte Clara Tauson per 6–1 7–5. Al terzo turno, sfida Shelby Rogers per la quinta volta in stagione: a differenza delle altre quattro, questa volta Barty si arrende all'americana (2–6 6–1 6(5)–7), non sfruttando un vantaggio di 5–2 nel set decisivo.
La stagione di Ashleigh termina con l'ultimo Slam nel calendario e, nonostante l'assenza di mesi come l'anno precedente, resta saldamente ancorata alla prima posizione del ranking fino alla fine dell'anno, con un distacco di 1202 punti da Aryna Sabalenka, seconda classificata. Ciò le consentirà, il 20 dicembre, di superare la soglia delle 100 settimane complessive in vetta.

### 2022: vittoria all'Australian Open e ritiro
Lontana dai campi dal 5 settembre 2021, ritorna a gareggiare nel torneo australiano ad Adelaide. Accreditata dalla testa di serie numero uno, sfida nel secondo turno Cori Gauff. Barty è costretta alla rincorsa fin dall'inizio, dovendo recuperare un set, ma riesce ad imporsi con il punteggio finale di 4–6 7–5 6–1. Accede alla semifinale eliminando un'altra statunitense, Sofia Kenin, con uno score più netto: 6–3 6–4, mettendo a segno ben 17 aces (record personale). In seguito, estromette facilmente la top 10 Iga Świątek per 6–2 6–4, raggiungendo Elena Rybakina in finale. Ashleigh sconfigge la kazaka per 6–3 6–2, ottenendo il quattordicesimo titolo in carriera. L’australiana ha partecipato al torneo anche nel doppio in coppia con Storm Sanders, trionfando in finale su Jurak/Klepač con lo score di 6–1 6–4: si tratta del 12º titolo in doppio.
La settimana successiva, Barty prende parte all'Australian Open: esordisce con un comodo successo su Lesja Curenko, a cui lascia solo un game (6–0 6–1). Al secondo turno, concede due game a Lucia Bronzetti (6–1 6–1), approdando al terzo turno, dove affronta un'altra italiana, Camila Giorgi: Ashleigh vince ancora in due set (6–2 6–3). L'australiana, per il quarto anno consecutivo, accede agli ottavi di finale dello slam di casa. Nella circostanza, estromette Amanda Anisimova, giustiziera della campionessa in carica Ōsaka al turno precedente, con lo score di 6–4 6–3. Ai quarti, batte Jessica Pegula con un netto 6–2 6–0, conquistando la seconda semifinale in carriera nello slam di casa. Nel penultimo atto, vince contro Madison Keys con il punteggio di 6–1 6–3, guadagnandosi così l'accesso alla sua prima finale nell'Open di Australia. Barty è la prima australiana ad approdare in finale a Melbourne dal 1980, quando ci riuscì Wendy Turnbull. Nell'ultimo atto, Ashleigh si impone su Danielle Collins per 6–3 7–6(2), vincendo il suo terzo titolo dello slam, recuperando uno svantaggio di 1–5 nel secondo parziale. Barty diviene inoltre la prima tennista australiana a trionfare a Melbourne dal 1978, quando ancora si giocava sull'erba.
L'Australian Open sarà l'ultimo torneo giocato dalla tennista, poiché il 23 marzo 2022 annuncia, tramite i social, il ritiro dal tennis professionistico.

## Vita privata
Ha sposato il golfista Garry Kissick nel 2022. Il 3 luglio 2023 ha partorito il suo primo figlio, Hayden.

## Statistiche

### Singolare

#### Finali del Grande Slam

##### Vinte (3)
| N. | Data            | Torneo                      | Superficie  | Avversaria in finale | Punteggio        |
| 1. | 8 giugno 2019   | Open di Francia, Parigi     | Terra rossa | Markéta Vondroušová  | 6–1, 6–3         |
| 2. | 10 luglio 2021  | Torneo di Wimbledon, Londra | Erba        | Karolína Plíšková    | 6–3, 6(4)–7, 6–3 |
| 3. | 29 gennaio 2022 | Australian Open, Melbourne  | Cemento     | Danielle Collins     | 6–3, 7-6(2)      |

### Doppio

#### Finali del Grande Slam

##### Vinte (1)
| Australian Open (0)     |
| Open di Francia (0)     |
| Torneo di Wimbledon (0) |
| US Open (1)             |

| Anno | Torneo            | Superficie | Compagna        | Avversaria in finale            | Punteggio           |
| 2018 | US Open, New York | Cemento    | CoCo Vandeweghe | Tímea Babos Kristina Mladenovic | 3–6, 7–6(2), 7–6(6) |

##### Perse (5)
| Australian Open (1)     |
| Open di Francia (1)     |
| Torneo di Wimbledon (1) |
| US Open (2)             |

| Anno | Torneo                      | Superficie  | Compagna           | Avversaria in finale                     | Punteggio        |
| 2013 | Australian Open, Melbourne  | Cemento     | Casey Dellacqua    | Sara Errani Roberta Vinci                | 2–6, 6–3, 2–6    |
| 2013 | Torneo di Wimbledon, Londra | Erba        | Casey Dellacqua    | Hsieh Su-wei Peng Shuai                  | 6(1)–7, 1–6      |
| 2013 | US Open, New York (1)       | Cemento     | Casey Dellacqua    | Andrea Sestini Hlaváčková Lucie Hradecká | 7–6(4), 1–6, 4–6 |
| 2017 | Open di Francia, Parigi     | Terra rossa | Casey Dellacqua    | Bethanie Mattek-Sands Lucie Šafářová     | 2–6, 1–6         |
| 2019 | US Open, New York (2)       | Cemento     | Viktoryja Azaranka | Aryna Sabalenka Elise Mertens            | 5–7, 5–7         |

### Finali del Grande Slam Junior

#### Singolare

##### Vittorie (1)
| Australian Open (0)     |
| Open di Francia (0)     |
| Torneo di Wimbledon (1) |
| US Open (0)             |

| N. | Data          | Torneo                      | Superficie | Avversario in finale | Punteggio   |
| 1. | 2 luglio 2011 | Torneo di Wimbledon, Londra | Erba       | Irina Chromačëva     | 7–5, 7–6(3) |

### Risultati in progressione nei tornei dello Slam
| Sigla | Risultato               |
| ----- | ----------------------- |
| V     | Vincitore               |
| F     | Finalista               |
| SF    | Semifinalista           |
| O     | Oro olimpico            |
| A     | Argento olimpico        |
| SF    | Bronzo olimpico         |
| QF    | Quarti di Finale        |
| 4T    | Quarto turno            |
| 3T    | Terzo turno             |
| 2T    | Secondo turno           |
| 1T    | Primo turno             |
| RR    | Round Robin             |
| LQ    | Turno di qualificazione |
| A     | Assente                 |
| ND    | Non disputato           |

| Legenda superfici    |
| -------------------- |
| Cemento              |
| Terra battuta        |
| Erba                 |
| Superficie variabile |

#### Singolare
Aggiornato agli Australian Open 2022
| Tornei del Grande Slam |     |     |     |     |         |         |       |       |       |      |      |      |            |            |
| Australian Open        | A   | 1T  | 1T  | 1T  | Assente | Assente | 3T    | 3T    | QF    | SF   | QF   | V    | 1 / 9      | 22–8       |
| Open di Francia        | A   | 1T  | 2T  | 1T  | Assente | Assente | 1T    | 2T    | V     | A    | 2T   | A    | 1 / 7      | 10–6       |
| Wimbledon              | A   | 1T  | Q1  | Q3  | A       | Q2      | 1T    | 3T    | 4T    | ND   | V    | A    | 1 / 5      | 10–4       |
| US Open                | Q1  | A   | 2T  | 1T  | Assente | Assente | 3T    | 4T    | 4T    | A    | 3T   | A    | 0 / 6      | 11–6       |
| Carriera               |     |     |     |     |         |         |       |       |       |      |      |      |            |            |
| Tornei giocati         | 0   | 4   | 5   | 6   | 0       | 1       | 15    | 20    | 15    | 4    | 12   | 2    | 84         | 84         |
| Titoli                 | 0   | 0   | 0   | 0   | 0       | 0       | 1     | 2     | 4     | 1    | 3    | 1    | 12         | 12         |
| Finali                 | 0   | 0   | 0   | 0   | 0       | 0       | 3     | 3     | 6     | 1    | 4    | 1    | 18         | 18         |
| Totale V–S             | 0–0 | 0–4 | 5–5 | 1–5 | 0–0     | 2–1     | 30–15 | 46–19 | 57–13 | 11–3 | 44–6 | 9–0  | 205–72     | 205–72     |
| Vittorie %             | –   | 0%  | 50% | 17% | –       | 67%     | 67%   | 71%   | 81%   | 79%  | 88%  | 100% | 74.01%     | 74.01%     |
| Ranking di fine anno   | 669 | 195 | 164 | 218 | N.D.    | 325     | 17    | 15    | 1     | 1    | 1    | /    | 21539751 $ | 21539751 $ |

N.B.: Nel calcolare vittorie e sconfitte non sono state prese in considerazione quelle maturate nei turni di qualificazione

#### Doppio
Aggiornato a fine Adelaide International 2022
| Tornei del Grande Slam |      |      |     |      |      |      |     |       |      |       |     |     |      |        |        |
| Australian Open        | A    | A    | 1T  | F    | 2T   | A    | A   | QF    | 2T   | 2T    | 2T  | 2T1 | A    | 0 / 8  | 13–7   |
| Open di Francia        | A    | A    | A   | 1T   | QF   | A    | A   | F     | 1T   | 3T    | A   | A   | A    | 0 / 5  | 10–5   |
| Wimbledon              | A    | A    | A   | F    | QF   | A    | 1T  | QF    | A    | 3T    | ND  | A   | A    | 0 / 5  | 13–5   |
| US Open                | A    | A    | A   | F    | 1T   | A    | A   | 2T    | V    | F     | A   | A   | A    | 1 / 5  | 17–4   |
| Vittorie-sconfitte     | 0–0  | 0–0  | 0–1 | 15–4 | 7–4  | 0–0  | 0–1 | 12–4  | 7–2  | 10–4  | 1–1 | 1–0 |      | 1 / 23 | 53–21  |
| Carriera               |      |      |     |      |      |      |     |       |      |       |     |     |      |        |        |
| Totale V–S             | 0–0  | 0–0  | 2–2 | 23–8 | 17–8 | 0–0  | 0–1 | 36–14 | 28–8 | 26–10 | 4–3 | 9–2 | 3–0  | 147–53 | 147–53 |
| % V–S                  | N.D. | N.D. | 50% | 74%  | 68%  | N.D. | 0%  | 72%   | 78%  | 72%   | 57% | 82% | 100% | 73,50% | 73,50% |
| Ranking di fine anno   | N.D. | N.D. | 172 | 12   | 39   | N.D. | 261 | 11    | 7    | 19    | 14  | 102 | /    |        |        |

Note
- 1 Barty e Brady si ritirano prima del match del secondo turno; non viene contata né come sconfitta né come vittoria per le avversarie.

#### Doppio misto
| Tornei del Grande Slam |     |     |     |     |     |     |  |     |
| Australian Open        | 1T  | 1T  | 2T  | A   | A   | A   |  | 1–3 |
| French Open            | A   | 1T  | A   | A   | A   | A   |  | 0–1 |
| Wimbledon              | A   | QF  | 3T  | A   | 1T  | A   |  | 4–3 |
| US Open                | A   | 2T  | QF  | A   | A   | A   |  | 3–2 |
| Vittorie-sconfitte     | 0–1 | 4–4 | 4–3 | 0–0 | 0–1 | 0–0 |  | 8–9 |

## Riconoscimenti
- "Giocatrice dell'anno" nel 2019.[58]